# Октябрьское небо
«Октябрьское небо» (англ. October Sky) — американская биографическая драма 1999 года, пятый полнометражный фильм режиссёра Джо Джонстона с Джейком Джилленхолом, Крисом Купером, Крисом Оуэном и Лорой Дерн в главных ролях. Сценарий Льюиса Колика, основанный на одноимённой книге, рассказывает историю Xомера Хэдли Хикэма-младшего, сына шахтёра, которого запуск Спутника-1 в 1957 году вдохновил заняться ракетной техникой вопреки желанию отца и который в итоге стал инженером НАСА.
Фильм «Октябрьское небо» основан на жизни четырёх молодых людей, выросших в Коулвуде, Западная Виргиния. Основные съёмки проходили в сельской местности Восточного Теннесси, включая Оливер-Спрингс, Харриман и Кингстон в округах Морган и Рон. Фильм имел умеренный кассовый успех и был очень положительно воспринят критиками. Он продолжает отмечаться в регионах, где проходили его съёмки.
«Октябрьское небо» - это анаграмма "Rocket Boys", название мемуаров 1998 года, на основе которых снят фильм. Это слово также используется в радиопередаче того времени, в которой Спутник-1 описывал, как он пересекал «Октябрьское небо». Xомер Хикэм сказал, что "к работе подключились маркетологи Universal Studios, и им просто пришлось изменить название, потому что, согласно их исследованиям, женщины старше тридцати никогда бы не посмотрели фильм под названием «Мальчики-ракеты»". Позже книга была переиздана с таким названием, чтобы повысить интерес к фильму.

## Сюжет
В октябре 1957 года известие о запуске Советским Союзом Спутника-1 доходит до Хомера Хикэма, жителя шахтёрского посёлка Коулвуд, Западная Виргиния, который вдохновляется на создание собственных ракет, несмотря на скептицизм своих друзей и семьи, особенно своего отца Джона Хикэма, который категорически хотел, чтобы Гомер работал в шахтах.
Хомер объединяется с математиком Квентином Уилсоном, который разделяет его интерес к аэрокосмической технике; при поддержке друзей Роя Ли Кука и Шермана О'Делла и их преподавательницы естественных наук Фриды Джей Райли они конструируют небольшие ракеты. Когда одна из их ракет приземляется рядом с офисом Джона и чуть не ранит нескольких рабочих, Джон делает Хомеру выговор, чтобы он больше не строил ракеты на его территории. Мальчики отправляются на окраину территории угольной компании, где им удаётся добиться успеха с помощью горожан, в том числе начальника механического цеха шахты Айка Буковского, которого Джон наказывает за помощь мальчикам и отправляет работать в шахту.
Запуски ракет начинают привлекать внимание горожан. Однако мальчики бросают ракетостроение после того, как полиция обвиняет их в том, что они спровоцировали лесной пожар из-за шальной ракеты, и арестовывают. В результате аварии на шахте Джон получает травму, а Буковский погибает, что приводит к разрушительным последствиям для Хомера. Он бросает среднюю школу, чтобы работать в шахте и обеспечивать свою семью, пока его отец выздоравливает.
Мисс Райли вдохновила Хомера прочитать книгу по прикладному ракетостроению, в которой он научился рассчитывать траекторию полета ракеты. С её помощью они с Квентином находят пропавшую ракету и доказывают, что она не могла стать причиной пожара. Мальчики представляют свои находки мисс Райли и директору школы мистеру Тёрнеру, который определяет, что причиной был фальшфейер на близлежащем аэродроме. Хомер говорит отцу, что возвращается в старшую школу и больше не хочет работать в шахте. Мальчики возвращаются к ракетостроению и выигрывают школьную научную ярмарку. Когда у кого-то из них появляется возможность принять участие в Национальной научной выставке в Индианаполисе, они выбирают Хомера. Профсоюз шахтёров объявляет забастовку против угольной компании. Из-за того, что шахты вот-вот закроются, и из-за давления отца Хомер выбегает из дома, поклявшись никогда не возвращаться.
На Национальной научной ярмарке выставка Хомера была хорошо принята. Ночью кто–то украл его механически обработанную модель детали ракеты - сопло Лаваля – и фотографию доктора Вернера фон Брауна с автографом. Хомер срочно звонит домой своей матери Элси, которая умоляет Джона прекратить забастовку, чтобы мистер Болден, сменивший Буковского, мог использовать механический цех для изготовления новой форсунки. Джон смягчается, когда Элси, уставшая от того, что он не оказывает поддержки их сыну, угрожает уйти от него. Благодаря поддержке города и отправке запасных частей в Индианаполис, мальчики выигрывают главный приз, а Хомера засыпают предложениями о стипендии в колледже.
Он возвращается в Коулвуд героем и навещает мисс Райли, которая умирает от лимфогранулематоза. Готовясь к запуску их самой большой ракеты на сегодняшний день, Хомер просит своего отца прийти и говорит ему, что Фон Браун гениален, но не является его героем, подразумевая, что Джон — его истинный кумир. На запуск их ракеты, названной в честь мисс Райли, собирается посмотреть почти весь Коулвуд. Джону предоставляется честь нажать кнопку запуска. «Мисс Райли» достигает высоты 30 000 футов (9 100 м) – это выше, чем вершина горы Эверест. Когда город смотрит в небо, Джон кладёт руку Хомеру на плечо и улыбается, показывая Хомеру, что он гордится им.
Эпилог раскрывает реальные события из жизни главных героев, отмечая, что мисс Райли умерла, шахта закрылась, и все четверо ракетчиков поступили в колледж, сделав успешную карьеру, а Хомер стал работать в НАСА.

## В ролях
- Джейк Джилленхол — Хомер Хикэм
- Крис Купер — Джон Хикэм
- Лора Дерн — учительница мисс Фрида Райли
- Крис Оуэн — Квентин Уилсон
- Уильям Ли Скотт — Рой Ли Куки
- Чед Линдберг — Шерман О’Делл
- Натали Кэнердэйл — Элси Хикэм
- Рэнди Стриплинг — Леон Болден
- Крис Эллис — директор школы Тёрнер
- Илья Баскин — Айк Буковски
- О. Уинстон Линк — инженер-железнодорожник

## Название
Хомер Хикэм выразил желание, чтобы кинематографисты сохранили для фильма название его книги, однако маркетинговые исследования студии Universal Pictures выявили, что такое название не привлечёт женскую аудиторию в возрасте свыше тридцати лет, и было решено его заменить. Режиссёр Джо Джонстон использовал компьютерную программу для поиска анаграммы к Rocket Boys. Один из вариантов названия — October Sky (с англ. — «Октябрьское небо») — режиссёр, только что закончивший редактировать сцену, в которой мальчишки наблюдают пролетающий в октябрьском небе спутник, посчитал весьма подходящим, увидев в нём «космическое вдохновение». После выхода фильма книга была переиздана также под названием «October Sky».

## Награды
Фильм был номинирован на 11 наград, из которых получил 3, включая премию Critics Choice 2000 года за лучший семейный фильм.

## Отзывы
На сайте-агрегаторе Rotten Tomatoes фильм получил рейтинг 91 % на основании 74 критических отзывов.
На сайте Metacritic рейтинг фильма составил 71 из 100 на основании 23 отзывов.

## Влияние
Вдохновлённый просмотром фильма, Джефф Безос, глава компании Amazon, создал в 2000 году аэрокосмическую компанию Blue Origin.